# Велёполье
Велёполье (словац. Veľopolie) — село и одноимённая община в районе Гуменне Прешовского края Словакии. В письменных источниках начинает упоминаться с 1430 года.

## География
Село расположено в юго-восточной части края, в южной части Низких Бескид, на берегах реки Лаборец, при автодороге 3840. Абсолютная высота — 182 метра над уровнем моря. Площадь муниципалитета составляет 7,86 км².

## Население
| Год:                | 1994 | 2004    | 2014     | 2024    |
| ------------------- | ---- | ------- | -------- | ------- |
| Количество человек: | 311  | 321     | 363      | 377     |
| Разница:            |      | +3,21 % | +13,08 % | +3,85 % |

По данным последней официальной переписи 2011 года, численность населения Велёполье составляла 351 человек.